# Vanda jainii
Vanda jainii är en orkidéart som beskrevs av A.S.Chauhan. Vanda jainii ingår i släktet Vanda och familjen orkidéer. Inga underarter finns listade i Catalogue of Life.